# Distrito de Ahrweiler
El distrito de Ahrweiler (del alemán: Landkreis Ahrweiler) es un distrito rural ubicado al norte del Estado federado de Renania-Palatinado, Alemania. El distrito limita con el distrito de Euskirchen, el distrito de Rin-Sieg y la ciudad de Bonn en el Estado de Renania del Norte-Westfalia, así como con los distritos de Neuwied, Mayen-Koblenz y Vulkaneifel.

## División administrativa

### Municipios
| - Bad Neuenahr-Ahrweiler, ciudad - Grafschaft - Remagen, ciudad - Sinzig, ciudad |

### Comunidades administrativas

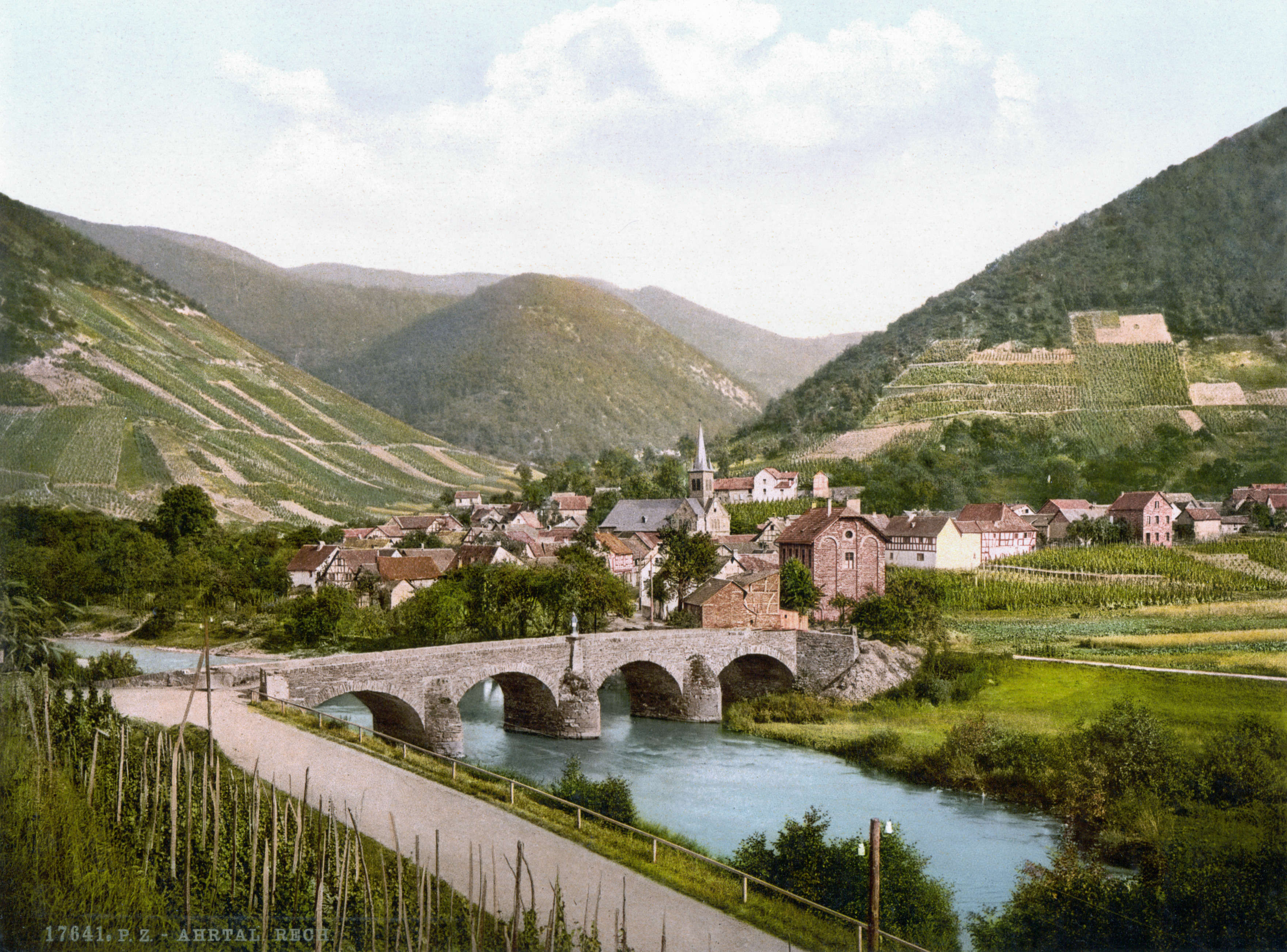
Rech en 1900.

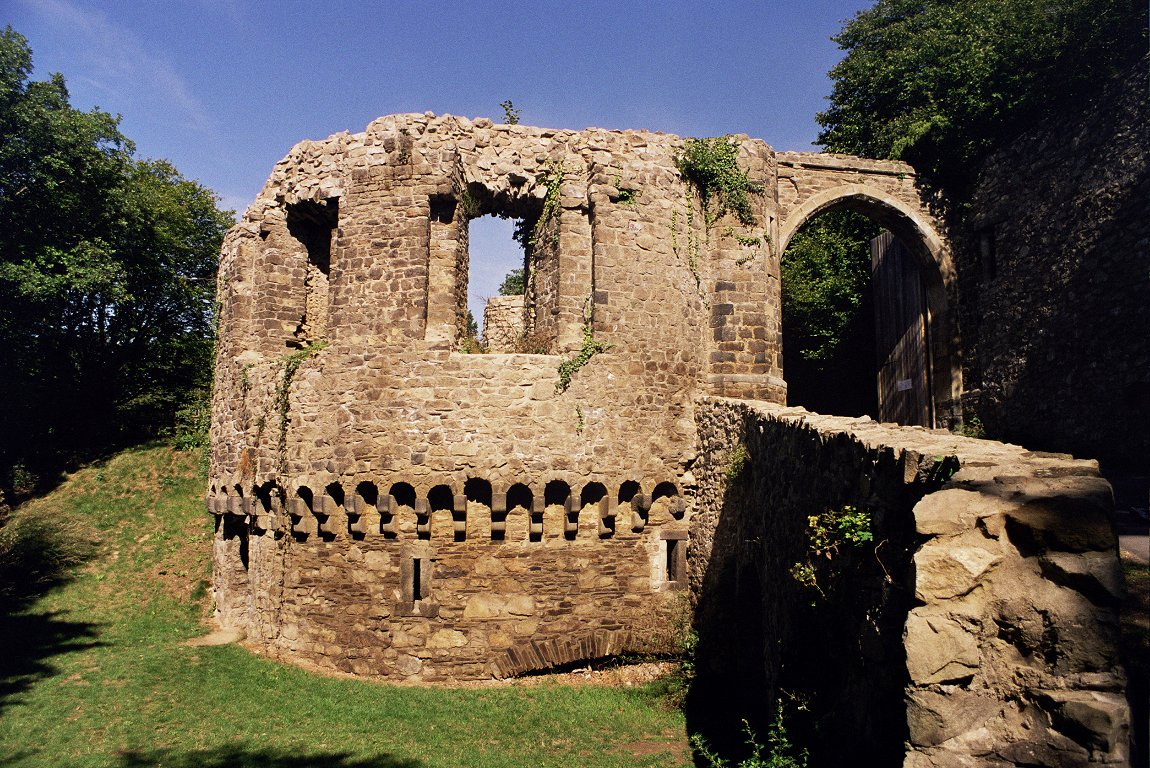
Castillo de Olbrück.

| Sede del Verbandsgemeinde * | |
| - 1. Verbandsgemeinde Adenau 1. Adenau, ciudad * 2. Antweiler 3. Aremberg 4. Barweiler 5. Bauler 6. Dankerath 7. Dorsel 8. Dümpelfeld 9. Eichenbach 10. Fuchshofen 11. Harscheid 12. Herschbroich 13. Hoffeld 14. Honerath 15. Hümmel 16. Insul 17. Kaltenborn 18. Kottenborn 19. Leimbach 20. Meuspath 21. Müllenbach 22. Müsch 23. Nürburg 24. Ohlenhard 25. Pomster 26. Quiddelbach 27. Reifferscheid 28. Rodder 29. Schuld 30. Senscheid 31. Sierscheid 32. Trierscheid 33. Wershofen 34. Wiesemscheid 35. Wimbach 36. Winnerath 37. Wirft | - 2. Verbandsgemeinde Altenahr 1. Ahrbrück 2. Altenahr * 3. Berg 4. Dernau 5. Heckenbach 6. Hönningen 7. Kalenborn 8. Kesseling 9. Kirchsahr 10. Lind 11. Mayshoss 12. Rech - 3. Verbandsgemeinde Bad Breisig 1. Bad Breisig, Stadt * 2. Brohl-Lützing 3. Gönnersdorf 4. Waldorf - 4. Verbandsgemeinde Brohltal 1. Brenk 2. Burgbrohl 3. Dedenbach 4. Galenberg 5. Glees 6. Hohenleimbach 7. Kempenich 8. Königsfeld 9. Niederdürenbach 10. Niederzissen * 11. Oberdürenbach 12. Oberzissen 13. Schalkenbach 14. Spessart 15. Wassenach 16. Wehr 17. Weibern |